# Nhân viên văn thư

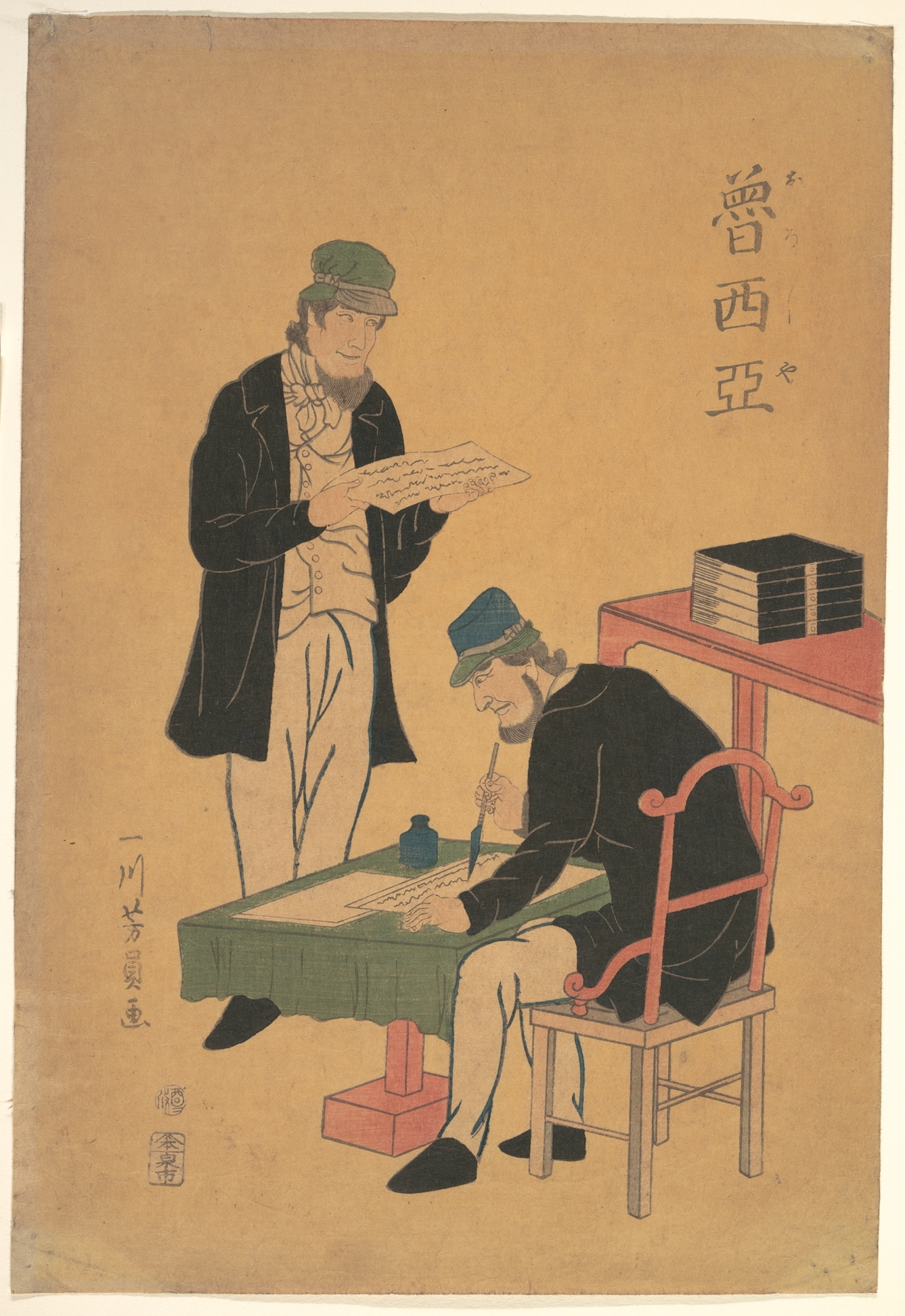
NHân viên văn thư

Nhân viên văn thư (/klɑːrk/ or /klɜːrk/) là một nhân viên cổ cồn trắng thực hiện các nhiệm vụ văn phòng nói chung, hoặc thực hiện các nhiệm vụ liên quan đến bán hàng tương tự trong môi trường bán lẻ (một nhân viên bán lẻ). Trách nhiệm của nhân viên văn thư (thư ký) thường bao gồm lưu trữ hồ sơ, nộp hồ sơ, quầy dịch vụ nhân sự, luật sư sàng lọc và các nhiệm vụ hành chính khác.

## Lịch sử và từ nguyên
Từ clerk có nguồn gốc từ tiếng Latin clericus có nghĩa là "giáo sĩ", đó là cách viết theo tiếng Latinh của tiếng Hy Lạp κληρικός (klērikos) từ một từ có nghĩa là "lô" (theo nghĩa là vẽ rất nhiều) "hoặc" diện tích đất ".
Hiệp hội bắt nguồn từ các tòa án thời Trung cổ, nơi văn bản chủ yếu được ủy thác cho các giáo sĩ vì hầu hết giáo dân không thể đọc. Trong bối cảnh này, nhân viên văn thư từ có nghĩa là "học giả". Ngay cả ngày nay, thuật ngữ nhân viên văn thư thường xuyên chỉ định một loại giáo sĩ (sống theo một quy tắc). Các thuật ngữ nhận thức trong một số ngôn ngữ, ví dụ, Klerk trong tiếng Hà Lan, bị hạn chế ở một cấp bậc cụ thể, khá thấp trong hệ thống phân cấp hành chính.

## Hoa Kỳ
Nhân viên văn thư có lẽ là nhóm nghề nghiệp lớn nhất ở Hoa Kỳ. Năm 2004, có 3,1 triệu nhân viên văn thư văn phòng, 1,5 triệu giám sát viên hành chính văn phòng và 4,1 triệu thư ký. Nghề văn thư thường không yêu cầu bằng đại học, mặc dù một số giáo dục đại học hoặc 1 đến 2 năm trong các chương trình dạy nghề là bằng cấp phổ biến. Làm quen với thiết bị văn phòng và các chương trình phần mềm nhất định cũng thường được yêu cầu. Nhà tuyển dụng có thể cung cấp đào tạo văn thư. Mức lương trung bình cho nhân viên văn thư là 23.000 đô la, trong khi thu nhập trung bình quốc gia cho công nhân từ 25 tuổi trở lên là 33.000 đô la. Mức lương trung bình dao động từ $ 22,770 cho nhân viên văn phòng nói chung đến $ 34,970 cho thư ký và $ 41,030 cho người giám sát hành chính. Nhân viên văn thư được các nhà xã hội học người Mỹ như William Thompson, Joseph Hickey hay James Henslin coi là tầng lớp trung lưu khi họ thực hiện các nhiệm vụ thường xuyên với sự tự chủ tương đối ít. Nhà xã hội học Dennis Gilbert, lập luận rằng sự phân chia cổ trắng và cổ xanh đã chuyển sang sự phân chia giữa các chuyên gia, bao gồm một số người bán chuyên nghiệp và công nhân cổ trắng thường xuyên. Giám sát viên văn phòng cổ trắng có thể được coi là giai cấp tiểu tư sản với một số thư ký được đặt trong một phần của tầng lớp kinh tế xã hội nơi tầng lớp lao động và trung lưu chồng chéo.
Các vị trí văn thư truyền thống đã được giữ gần như độc quyền bởi phụ nữ. Thậm chí ngày nay, đại đa số nhân viên văn thư ở Mỹ vẫn tiếp tục là nữ. Cũng như các vị trí chủ yếu là nữ khác, nghề văn thư, và ở một mức độ nào đó tiếp tục được giao, có uy tín tương đối thấp trên cơ sở phân biệt giới tính. Thuật ngữ nhân viên cổ hồng thường được sử dụng để mô tả các vị trí cổ áo trắng chủ yếu là nữ.

### Nhân viên văn thư
Do phần lớn các vị trí văn thư do phụ nữ nắm giữ, lĩnh vực này phần lớn không có tổ chức công đoàn. Với sự suy giảm của ngành công nghiệp và sự gia tăng của các công việc cổ trắng, phong trào lao động cần phải khai thác vào nhóm lớn các thành viên tiềm năng này để duy trì phong trào. Nhiều cuộc tranh luận tồn tại như là những chiến lược để áp dụng khi tổ chức nhân viên văn thư nữ. Một phần của vấn đề là nhiều thư ký nữ không muốn trả lệ phí của họ. Một số người cho rằng tập trung vào các vấn đề nhạy cảm về giới sẽ là con đường hiệu quả nhất, vì phụ nữ có xu hướng né tránh các hiệp hội do nam giới thống trị. Những người khác cho rằng phụ nữ cũng là những chiến binh như đàn ông khi nhận được sự bất bình, chẳng hạn như sự sẵn lòng của các nhân viên nữ của một công ty bảo hiểm Wisconsin để chống lại các hành vi phân biệt đối xử.. Vẫn còn những người khác cho rằng vấn đề không nằm ở chiến thuật được sử dụng để "bán" công đoàn cho người lao động, nhưng trong việc phát triển sự lãnh đạo của các công nhân và đào tạo họ để tổ chức người cộng tác với họ."

## Chức năng và tiêu đề
- Thư ký nhập dữ liệu
- Nhân viên văn thư bán hàng (như trong bán hàng tạp hóa)
- Nhân viên văn thư Deli
- Nhân viên lễ tân khách sạn
- Nhân viên văn thư dịch vụ
- Nhân viên văn thư máy tính tiền
- Nhân viên văn thư lâm sàng
- Nhân viên văn thư tài liệu